# Benoît Cazabon
Pour les articles homonymes, voir Cazabon.
Benoît Cazabon est un linguiste et professeur franco-ontarien né en 1944 à Verner dans le Nord-Est de l'Ontario.

## Biographie
Après des études littéraires et linguistiques à l'Université Laurentienne, à l'Université d'Aix-en-Provence et à l'Université Sherbrooke (où il obtient son doctorat en linguistique en 1985), Benoît Cazabon travaille dans les universités ontariennes. Il y partage son temps entre l’enseignement et la recherche, en plus de publier abondamment (28 livres et une centaine d’articles). Sa thèse doctorale publiée en 1985 est intitulée: Mesurer la compétence à la communication en langue maternelle dans des milieux minoritaires.
La carrière universitaire de Cazabon démarre en 1969 à l'Université Laurentienne où il occupe successivement les postes de chargé de cours, de professeur adjoint, de directeur du département de français et de professeur agrégé (entre 1984 et 1987). C'est à cette même université qu'il fonde en 1980 le Centre des langues officielles du Canada qu'il dirige pendant les trois années qui suivent. Il enseigne aussi de façon intermittente entre 1981 et 1990 au Nissiping College et à l'Institut d'études pédagogiques de l'Ontario entre 1988 et 1990. À partir de 1990, il occupe un poste de professeur titulaire à l'Université d'Ottawa.
Il est le cofondateur de l'Institut franco-ontarien mis sur pied en 1978 et son directeur pour les quatre années subséquentes, ainsi que le fondateur et directeur (entre 1989 et 1990) du Centre de recherche en éducation du Nouvel-Ontario (CRÉNO) de l'Institut des études pédagogiques de l’Ontario. En 1992, soit deux ans après que Cazabon ait quitté la région de Sudbury, le CRÉNO disparait. En 1987, Benoît Cazabon fonde l’Alliance canadienne des responsables et des enseignants et enseignantes en français (ACREF) qu’il dirige jusqu’en 2001, année ou l'association est abolie.
Les travaux de Benoît Cazabon portent sur l'enseignement et l'apprentissage du français langue maternelle. Il s'intéresse aux compétences en communication, à la construction de l’identité culturelle, aux rapports entre langue et pensée, entre langue et société, entre langue et culture. Il collabore fréquemment avec plusieurs périodiques dont la Revue du Nouvel-Ontario, la Revue québécoise de linguistique, de la Revue de l'Université Laurentienne et de la Revue de l'Association canadienne d'éducation de langue française (ACELF) en plus de s'impliquer dans de nombreux organismes. Il est notamment le président des comités organisateurs de l'Alliance des professeurs de français de 1982 à 1988 et le secrétaire de l'Association des directeurs de départements d'études françaises de 1981 à 1983. Il est aussi membre du conseil de l'Alliance ontarienne des professeurs de français de 1986 à 1989 et de celui de l'ACELF entre 1998 et 1989.
Tout au long de sa carrière, Cazabon participe à des commissions, comités consultatifs, groupes de bénévoles dans des domaines reliés à la place du français au Canada. Fait chevalier dans l'ordre des Palmes académiques par le Premier ministre de la France (1998) « pour la défense et illustration de la langue française », il est également récipiendaire de la Médaille du Jubilé de diamant de la reine Élisabeth II des mains du sénateur Marie Charrette-Poulin le 9 octobre 2012 au Sénat du Canada en reconnaissance de sa contribution à l’avancement de la francophonie en Ontario et de la qualité de vie au pays.

## Publications
2022 Au fil des jours...De quelques inactualité courantes. Billets doux et autres pensées de bais! Les Éditions L'empreint du passant, Gatineau, 220 pages, 2022  (ISBN 9798791592569)
- 2019: Bernard Aimé Poulin, un portrait, essai biographique, Marcel Broquet, La nouvelle édition, 236 pages,  (ISBN 978-2-89726-388-1)
- 2016 : Tout dépend de vous!, roman, Société des écrivains, Paris et Montréal, 235 pages,  (ISBN 978-2-89771-033-0)
- 2012 : Mattawa, à contre-courant, roman, les Éditions Prise de parole, Sudbury,  (ISBN 978-2-89423-263-7)
- 2010 : Vivre son plein potentiel en classe de langue, Montréal, les Éditions l'Encrier salin, 61 p. Cazabon, Benoît, en collaboration avec, Canello, Mariana; Dagnino, Elda; Dufour, Bruno; Fernandez, Marcela
- 2007 : Langue et culture : unité et discordance, Sudbury, Prise de parole, coll. Agora, 294 p.
- 2005 : Pour un enseignement réussi du français langue maternelle : fondements et pratiques en didactique du français, Prise de parole, Agora
- 2002 : Le temps de lire, Actes du 5e congrès national de l’ACREF-Ottawa, 18–20 octobre 2001avec Louise Lauzon, Lise Léger, Hélène Sylvestre et Paulette Wolfe (dir.), CFORP
- 1998 : La pédagogie du français langue maternelle et l’hétérogénéité linguistique, avec Sylvie Lafortune et Julie Boissonneault, Centre international de recherche en aménagement linguistique (CIRAL), Université Laval
- 1997 : L’éducation en français auprès de groupes minoritaires à travers le monde, avec Simone Leblanc-Rainville (dir.), in Revue des sciences de l’éducation, vol. XXIII, n° 3
- 1996: La langue française en Ontario
- 1996: Pour un espace de recherche au Canada français: discours, objets et méthodes
- 1989: L'immersion et les Franco-Ontariens
- 1985: L'éducation et l'information juridique: étude exploratoire
- 1982: Le français parlé en situation minoritaire

## Honneurs
- Chevalier de l'ordre des Palmes académiques (1997)
- Médaille du jubilé de diamant de la Reine Élizabeth II (2012)